# Sigismund von Kollonitsch
Sigismund von Kollonitsch, né le 28 mai 1677 à Veľké Leváre en actuelle Slovaquie, et mort le 12 avril 1751 à Vienne, est un cardinal slovaque[réf. souhaitée] du XVIIIe siècle. Il est un neveu du cardinal Leopold Karl von Kollonitsch.

## Biographie
Sigismund von Kollonitsch est chanoine à Esztergom et conseiller du roi de Hongrie. Il est élu évêque de Vac (Hongrie) en 1709. Il est ensuite nommé archevêque de Vienne en 1722.
Le pape Benoît XIII le crée cardinal lors du consistoire du 26 novembre 1727. Le cardinal von Kollonitsch participe au conclave de 1730 lors duquel Clément XII est élu et à celui de 1740 (élection de Benoît XIV).

### Sources
- Fiche du cardinal sur le site fiu.edu